# Ron Sutter
Pour les articles homonymes, voir Sutter.
Ronald Sutter (né le 2 décembre 1963 à Viking dans l'Alberta au Canada) est un ancien joueur professionnel de hockey sur glace qui évoluait centre dans la Ligue nationale de hockey en Amérique du Nord.
Il fait partie de la famille Sutter dont les six frères ont joué dans la LNH: (Brent, Brian, Darryl, Duane et Rich son frère jumeau).

## Carrière en club
Les frères Sutter ont joué au hockey en tant que juniors dans la Ligue de hockey de l'Ouest pour les Broncos de Lethbridge en 1980-1981.
En 1982, les jumeaux Rich et Ron se présentent tous les deux au repêchage d'entrée dans la LNH et sont choisis tous les deux au premier tour : Ron rejoint les Flyers de Philadelphie (4e choix) alors que Rich est choisi par les  Penguins de Pittsburgh (10e choix).
Ils continuent tout de même à prendre de l'expérience en restant dans la LHOu et ils remportent en 1983 la Coupe Memorial.
Rich ne jouera que 9 matches pour les Penguins avant de rejoindre le club de son frère. Les trois saisons où les deux frères vont jouer ensemble seront les meilleures saisons de Ron.
Ron jouera pour les Flyers jusqu'à la saison 1991-1992 de la LNH où il rejoint les Blues de Saint-Louis avec Murray Baron en échange de Dan Quinn et Rod Brind'Amour. Ce transfert lui permet de rejouer avec son frère.
Après cela, Ron jouera pour de nombreuses franchises: Nordiques de Québec, Islanders de New York, Bruins de Boston et Sharks de San José.
Ron Sutter a fini sa carrière chez les Flames de Calgary et a pris sa retraite en 2001.
Il fut le capitaine des Flyers en 1991.

### Statistiques de carrière
| Saison     | Équipe                 | Ligue      |      | Saison régulière | Saison régulière | Saison régulière | Saison régulière | Saison régulière |    | Séries éliminatoires | Séries éliminatoires | Séries éliminatoires | Séries éliminatoires | Séries éliminatoires |
| Saison     | Équipe                 | Ligue      | PJ   | B                | A                | Pts              | Pun              | PJ               | B  | A                    | Pts                  | Pun                  |                      |                      |
| 1980-1981  | Broncos de Lethbridge  | LHOu       | 72   | 13               | 32               | 45               | 152              | 9                | 2  | 5                    | 7                    | 29                   |                      |                      |
| 1981-1982  | Broncos de Lethbridge  | LHOu       | 59   | 38               | 54               | 92               | 207              | 12               | 6  | 5                    | 11                   | 28                   |                      |                      |
| 1982-1983  | Broncos de Lethbridge  | LHOu       | 58   | 35               | 48               | 83               | 98               | 20               | 22 | 19                   | 41                   | 45                   |                      |                      |
| 1982-1983  | Flyers de Philadelphie | LNH        | 10   | 1                | 1                | 2                | 9                |                  |    |                      |                      |                      |                      |                      |
| 1983-1984  | Flyers de Philadelphie | LNH        | 79   | 19               | 32               | 51               | 101              | 3                | 0  | 0                    | 0                    | 22                   |                      |                      |
| 1984-1985  | Flyers de Philadelphie | LNH        | 73   | 16               | 29               | 45               | 94               | 19               | 4  | 8                    | 12                   | 28                   |                      |                      |
| 1985-1986  | Flyers de Philadelphie | LNH        | 75   | 18               | 41               | 59               | 159              | 5                | 0  | 2                    | 2                    | 10                   |                      |                      |
| 1986-1987  | Flyers de Philadelphie | LNH        | 39   | 10               | 17               | 27               | 69               | 16               | 1  | 7                    | 8                    | 12                   |                      |                      |
| 1987-1988  | Flyers de Philadelphie | LNH        | 69   | 8                | 25               | 33               | 146              | 7                | 0  | 1                    | 1                    | 26                   |                      |                      |
| 1988-1989  | Flyers de Philadelphie | LNH        | 55   | 26               | 22               | 48               | 80               | 19               | 1  | 9                    | 10                   | 51                   |                      |                      |
| 1989-1990  | Flyers de Philadelphie | LNH        | 75   | 22               | 26               | 48               | 104              |                  |    |                      |                      |                      |                      |                      |
| 1990-1991  | Flyers de Philadelphie | LNH        | 80   | 17               | 28               | 45               | 92               |                  |    |                      |                      |                      |                      |                      |
| 1991-1992  | Blues de Saint-Louis   | LNH        | 68   | 19               | 27               | 46               | 91               | 6                | 1  | 3                    | 4                    | 8                    |                      |                      |
| 1992-1993  | Blues de Saint-Louis   | LNH        | 59   | 12               | 15               | 27               | 99               |                  |    |                      |                      |                      |                      |                      |
| 1993-1994  | Blues de Saint-Louis   | LNH        | 36   | 6                | 12               | 18               | 46               |                  |    |                      |                      |                      |                      |                      |
| 1993-1994  | Nordiques de Québec    | LNH        | 37   | 9                | 13               | 22               | 44               |                  |    |                      |                      |                      |                      |                      |
| 1994-1995  | Islanders de New York  | LNH        | 27   | 1                | 4                | 5                | 21               |                  |    |                      |                      |                      |                      |                      |
| 1995-1996  | Roadrunners de Phoenix | LIH        | 25   | 6                | 13               | 19               | 28               |                  |    |                      |                      |                      |                      |                      |
| 1995-1996  | Bruins de Boston       | LNH        | 18   | 5                | 7                | 12               | 24               | 5                | 0  | 0                    | 0                    | 8                    |                      |                      |
| 1996-1997  | Sharks de San José     | LNH        | 78   | 5                | 7                | 12               | 65               |                  |    |                      |                      |                      |                      |                      |
| 1997-1998  | Sharks de San José     | LNH        | 57   | 2                | 7                | 9                | 22               | 6                | 1  | 0                    | 1                    | 14                   |                      |                      |
| 1998-1999  | Sharks de San José     | LNH        | 59   | 3                | 6                | 9                | 40               | 6                | 0  | 0                    | 0                    | 4                    |                      |                      |
| 1999-2000  | Sharks de San José     | LNH        | 78   | 5                | 6                | 11               | 34               | 12               | 0  | 2                    | 2                    | 10                   |                      |                      |
| 2000-2001  | Flames de Calgary      | LNH        | 21   | 1                | 3                | 4                | 12               |                  |    |                      |                      |                      |                      |                      |
| Totaux LNH | Totaux LNH             | Totaux LNH | 1093 | 205              | 328              | 533              | 1352             | 104              | 8  | 32                   | 40                   | 193                  |                      |                      |

## Carrière internationale
Il fait partie de l'équipe du Canada au cours du championnat du monde de hockey sur glace en 1990 (1 but et 1 aide en 10 matchs).

### Parenté dans le sport
- Frère des joueurs Brent Sutter, Brian Sutter, Darryl Sutter, Duane Sutter & Rich Sutter.